# Provinciale weg 405
De provinciale weg N405 is een korte weg die van Woerden, langs Kamerik naar de N212 loopt. De N405 heeft een gebiedsontsluitende functie. De weg bestaat uit 1 rijbaan met 2 rijstroken, afgewisseld met delen waar de weg uit 1 rijbaan en een rijloper bestaat. Langs de N405 liggen fietspaden, met uitzondering van het wegdeel tussen Woerden en Kamerik, hier ligt aan de andere kant van het water een ‘parallelweg’ voor fietsers. Wel zijn er delen die via bruggen en korte fietsstroken (door de belijning) voor fietsers begaanbaar zijn, om de langs de weg gelegen woningen voor fietsers bereikbaar te maken.
De N405 begint in Woerden als Oudelandseweg en wordt vervolgens Kruipin. In Kamerik heet de weg eerst Van Teylingenweg om vervolgens over te gaan in de Spruitweg voordat de weg aansluit op de N212.
Het stuk bij Woerden heeft een 60-km begrenzing, tot aan Kamerik.

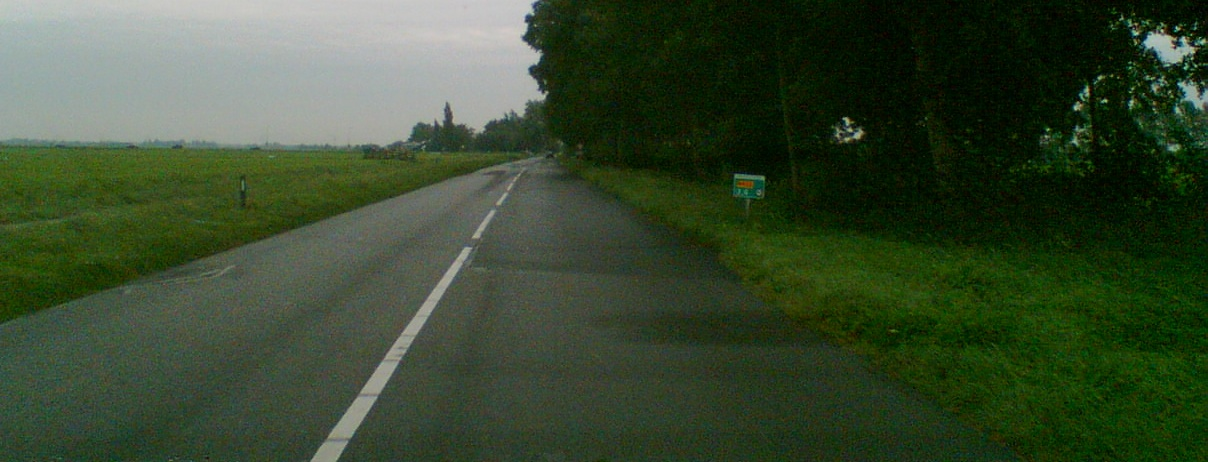
N405 richting de N212

N23 · N194 · N196 · N197 · N198 · N199 · N200 · N201 · N202 · N203 · N204 · N205 · N206 · N207 · N208 · N209 · N210 · N211 · N212 · N213 · N214 · N215 · N216 · N217 · N218 · N219 · N220 · N221 · N222 · N223 · N224 · N225 · N226 · N227 · N228 · N229 · N230 · N231 · N232 · N233 · N234 · N235 · N236 · N237 · N238 · N239 · N240 · N241 · N242 · N243 · N244 · N245 · N246 · N247 · N248 · N249 · N250 · N307

N401 · N402 · N403 · N404 · N405 · N406 · N407 · N408 · N409 · N410 · N411 · N412 · N413 · N414 · N415 · N416 · N417 · N418 · N419 · N420 · N421 · N439 · N440 · N441 · N442 · N443 · N444 · N445 · N446 · N447 · N448 · N449 · N450 · N451 · N452 · N453 · N454 · N455 · N456 · N457 · N458 · N459 · N460 · N461 · N462 · N463 · N464 · N465 · N466 · N467 · N468 · N469 · N470 · N471 · N472 · N473 · N474 · N475 · N476 · N477 · N478 · N479 · N480 · N481 · N482 · N483 · N484 · N487 · N488 · N489 · N490 · N491 · N492 · N493 · N494 · N495 · N496 · N497 · N498 · N501 · N502 · N503 · N504 · N505 · N505 (Andijk) · N506 · N507 · N508 · N509 · N510 · N511 · N512 · N513 · N514 · N515 · N516 · N517 · N518 · N519 · N520 · N521 · N522 · N523 · N524 · N525 · N526 · N527 · N806 · N830 · N848

Cursief vermelde wegen zijn voormalige Provinciale wegen